# Reef Islands (Salomonen)
Die Reef Islands sind eine Gruppe von 16 Inseln, die im Norden der Santa-Cruz-Inseln im Südosten des Inselstaats der Salomonen liegen. Die Inseln sind auch unter ihrem historischen Namen Swallow Islands oder Matema Islands bekannt. Auf den Reef Islands lebten 2009 etwa 5521 Menschen.
Die Inseln liegen etwa 80 km nördlich von Nendo, der größten Insel der Santa-Cruz-Inseln.

## Inseln

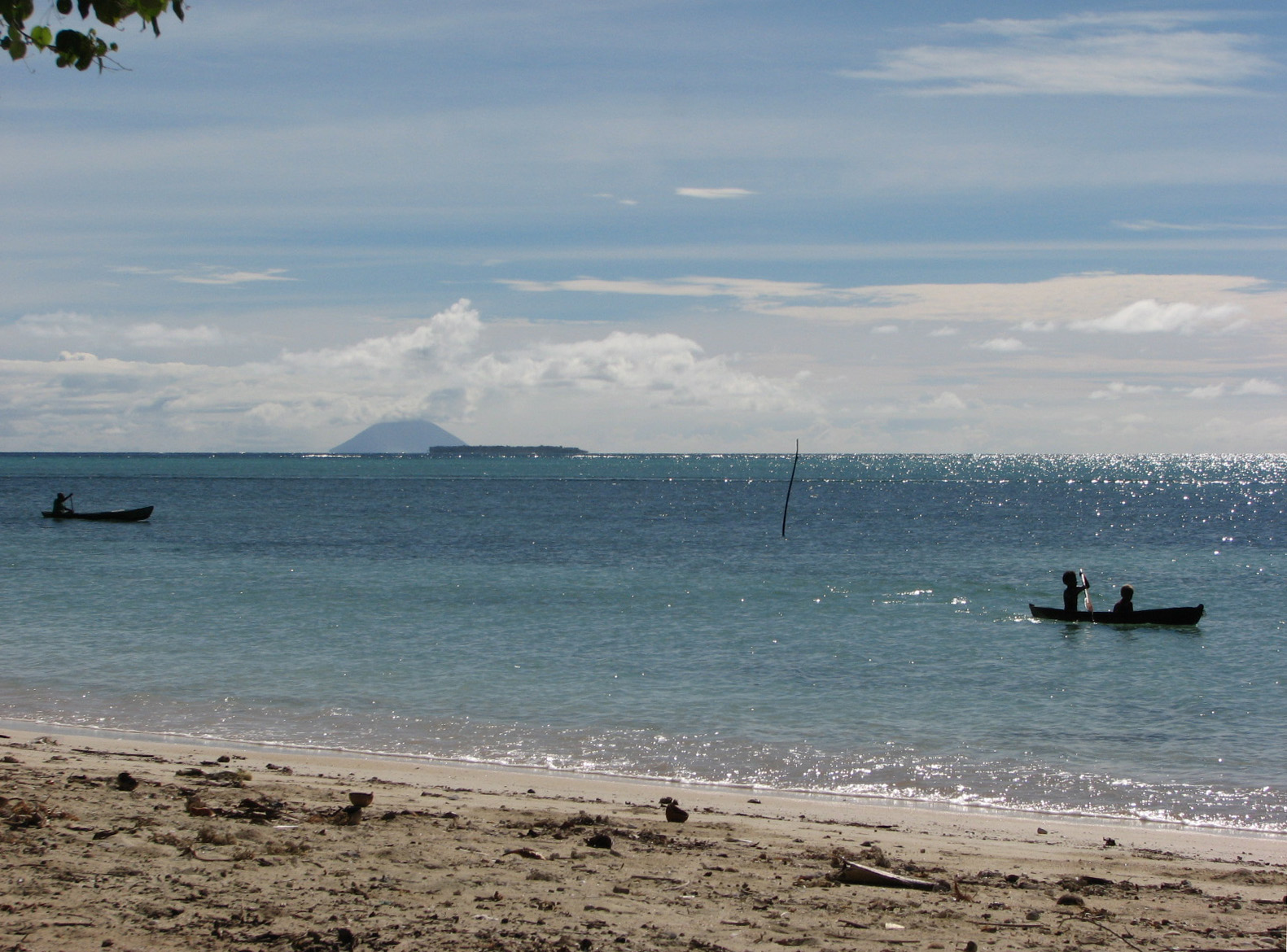
Die Lagune von Fenualoa
im Hintergrund die Vulkaninsel Tinakula nördlich von Nendo

Zu den Reef-Islands gehört die Hauptgruppe mit den Inseln:
- Lomlom
- Nifiloli
- Fenualoa
- Ngalo
- Ngawa (Insel)
- Ngandeli
- Grimbanga Temoa
- Grimbanga Nende
- Matema
- Ngatendo
- Pigeon Island (Reef-Islands)

Numa Miombilou oder das „Große Riff“, eine 10 km lange Untiefe, die sich 25 km westlich von Nifiloli befindet und aus den vier kleineren Korallen-Riffen:
- Malani Reef (Riff)
- Malim (Riff)
- Manuwa (Riff)
- Matumbi (Riff)

gebildet wird. Von diesen beiden Gruppen getrennt befinden sich die so genannten Äußeren Inseln:
- Nalongo und Nupani, 75 km nordwestlich von den Hauptinseln entfernt gelegen
- Nukapu, 35 km nordwestlich von den Hauptinseln entfernt gelegen
- Makalom, 17 km nordwestlich von den Hauptinseln entfernt gelegen
- Pileni, 9 km nordwestlich von den Hauptinseln entfernt gelegen
- Patteson Shoal, 100 km von den Hauptinseln entfernt gelegen

Die meisten Einwohner der Gruppen sprechen den polynesischen Dialekt Äiwoo. Auf Pileni, Matema, Nupani, Nukapu sprechen die Bewohner den Unterdialekt
Pileni.